# Croix du Moustoir
La croix du Moustoir est un monument de Locoal-Mendon, Morbihan, en France.

## Description
La croix s'élève au Moustoir, un lieu-dit de Locoal-Mendon situé dans le sud de cette commune, dans le Morbihan, en Bretagne. Elle est située sur le bord du carrefour qui forme le centre de ce lieu-dit, du côté opposé à la chapelle Saint-Vincent-Ferrier par rapport à la route.
Il s'agit d'un lec'h de granite taillé en forme de croix légèrement pattée ; le centre de la croix comporte lui-même une inscription en forme de croix.
Juste à côté de la croix est érigé un autre lec'h, plus petit, mais qui n'a pas été christianisé.

## Protection
La croix du Moustoir fait partie d'un ensemble inscrit au titre des monuments historiques depuis le 13 mai 1937 sous la désignation « Croix et les deux lechs du Moustoir ». Si on s'en refère aux données cartographiques fournies par le ministère de la Culture, le lec'h immédiatement adjacent à la croix n'est pas concerné par cette protection : elle fait référence à deux petits édicules dépassant du sol de quelques dizaines de centimètres, de l'autre côté de la rue, immédiatement au sud de la chapelle Saint-Vincent-Ferrier.
Le site protégé est parfois confondu avec un autre site proche inscrit comme monument historique : les Trois croix. Cet ensemble de trois croix est également référencé dans la base Mérimée comme situé au Moustoir, mais il plus proche du centre de Locoal-Mendon.
Une publication de mai 2011 de la commune de Locoal-Mendon mentionne qu'« une des deux stèles classées monument historique a disparu depuis peu », sans préciser de quelle stèle il s'agit.